# ひとりぼっちの二人だが
ひとりぼっちの二人だが（ひとりぼっちのふたりだが）は、1962年の日活映画。吉永小百合主演、浜田光夫、坂本九、高橋英樹がわきをかためる一部ミュージカル風の青春映画。11月3日公開、舛田利雄監督、永六輔主題歌作詞。カラー。

## あらすじ
小さな舞台で歌舞伎「紅葉狩」の踊りを踊るユキだが、孤児で芸者家にひきとられたユキは悲しい"水揚げ"を控えていた。ユキはその寸前に逃げ出し、連れ戻されそうになったところで三郎達に救われ、ストリップ劇場へ逃げ込む。と、そこで小学校同級生の浅草九太と再会。芸者家のおかみ・岩下キクはユキを連れ戻すのを内海率いるヤクザに頼む。三郎はチンピラでヤクザの下部組織にいたため殴られる。ユキの兄・英二はプロボクサーとしての試合（ニチボーの主催）に臨んでいるが、ヤクザたちから、ユキを助けたければ八百長で負けるように脅される。きくの娘のトモコもやってきて、英二は実の兄ではなく、キクに惚れていると言う。試合に臨む英二に、トモコらは、ユキは上野駅から逃亡すると告げ、英二は試合に勝つが、ヤクザたちの前に引き出されるが、もとは貧しい育ちでチンピラになった仲間たちは三郎を殴るのを躊躇する。坂本九は華やかなミュージカルシーンを展開している。刑事の佐藤が現れてヤクザたちを逮捕する。ボクシングの試合の最中にテレビ中継でニチボーのテロップＣＭが流れる貴重なシーンもある。

## スタッフ
- 企画................水の江滝子
- 監督................舛田利雄
- 助監督................江崎実生
- 脚本................熊井啓 江崎実生
- 撮影................横山実
- 音楽................中村八大
- 主題歌................永六輔
- 美術................千葉和彦

## キャスト
- 田島ユキ................吉永小百合
- 杉山三郎................浜田光夫
- 浅草九太................坂本九
- 田島英二................高橋英樹
- 岩下トモコ................渡辺トモコ
- 岩下きく................楠田薫
- 吉野 ................松本染升
- 武田 ................内田良平
- 内海 ................小池朝雄
- 佐藤刑事................高品格
- 舞台監督・小林................木島一郎